# Dirk Stikker
Dirk Uipko Stikker (ur. 5 lutego 1897 w Winschoten  – zm. 23 grudnia 1979 w Wassenaar) – holenderski bankier, przemysłowiec, polityk i dyplomata. Ukończył prawo na Uniwersytecie w Groningen. Po nauce rozpoczął karierę w sektorze finansowym. W latach 1935–1948 był dyrektorem browaru Heineken. W 1945 roku pomagał organizować holenderskie związki zawodowe. 
Po wojnie Stikker rozpoczął karierę polityczną w holenderskim rządzie. W 1946 był współzałożycielem i przewodniczącym Volkspartij voor Vrijheid en Democratie (Partia Ludowa na rzecz Wolności i Demokracji, VVD). W latach 1946–1948 sprawował funkcję senatora, następnie zaś w latach 1948-1952 objął stanowisko Ministra Spraw Zagranicznych. W 1950 był mediatorem, następnie zaś przewodniczącym Organizacji Europejskiej Współpracy Gospodarczej (OEEC), poprzedniczki Organizacji Współpracy Gospodarczej i Rozwoju (OECD). W latach pięćdziesiątych został dyplomatą, obejmując stanowiska ambasadora Holandii w Wielkiej Brytanii (1952–1958). W dniu 21 kwietnia 1961 roku został sekretarzem generalnym NATO, którą to funkcję pełnił do 1 sierpnia 1964, kiedy to zrezygnował z przyczyn zdrowotnych.